# Eriocaulon ravenelii
Eriocaulon ravenelii är en gräsväxtart som beskrevs av Alvin Wentworth Chapman. Eriocaulon ravenelii ingår i släktet Eriocaulon och familjen Eriocaulaceae. Inga underarter finns listade i Catalogue of Life.